# Sergej Kljugin
Sergej Petrovitj Kljugin (ryska: Сергей Пегрович Клюгин), född den 24 mars 1974, Kinesjma, Ryska SFSR, Sovjetunionen är en rysk före detta friidrottare (höjdhoppare).
Kljugin deltog vid VM för juniorer 1992 där han blev femma. Vid VM 1997 i Aten slutade han tolva i finalen med ett hopp över 2,29. Bättre gick det vid EM 1998 i Budapest, där han blev bronsmedaljör. 1999 deltog han vid VM i Sevilla men lyckades inte kvalificera sig till finalhoppningen. Hans främsta merit är från Olympiska sommarspelen 2000 i Sydney där han vann guld på ett hopp över 2,35, en centimeter från hans personliga rekord, 2,36. Efter de olympiska spelen lyckades han inte upprepa samma bedrift och vid VM 2001 i Edmonton slutade han fyra efter ett hopp på 2,30. 
Sedan 2004 har han inte tävlat vid något större mästerskap.